# Duarte Pacheco Pereira
Duarte Pacheco Pereira was een 15e-eeuwse Portugese kapitein, ontdekkingsreiziger en cartograaf. Hij reisde voornamelijk in de centrale Atlantische Oceaan, ten westen van de Kaapverdische Eilanden, langs de kust van West-Afrika en naar India.
In 1488 verkende hij de westkust van Afrika. Zijn expeditie werd geplaagd door koorts en zijn schip raakte verloren. Pereira werd gered van het eiland Principe in de Golf van Guinee door Bartolomeu Dias toen deze op de terugkeer was van zijn reis langs de Kaap de Goede Hoop.
Recent onderzoek liet zien dat Pereira hoogstwaarschijnlijk Brazilië heeft ontdekt in 1498, twee jaar voor de reis van Pedro Álvares Cabral, die gezien wordt als de eerste Europeaan die Brazilië heeft ontdekt. Echter, dit feit werd geheimgehouden door het Huis van Avis (het toenmalige Portugese koningshuis).
In 1505 hielp Pereira een handelspost verdedigen op Kochi (in India) dat werd aangevallen door de regeerder van Kozhikode. Alhoewel de Portugese troepen ruimschoots waren overtroffen in aantal, hield Pereira stand tegen de aanvallen gedurende vijf maanden. Hiervoor werd hij na zijn terugkeer in 1505 onderscheiden door de Portugese koning.
Pereira's dagboek, daterend uit 1506, dat geconserveerd ligt in het Portugese Nationale Archief (de Torre do Tombo), is naar alle waarschijnlijkheid het eerst Europese document dat melding maakt van het zelfstandig maken van simpele soorten gereedschap door chimpansees. Tussen 1505 en 1508 schreef hij een boek genaamd "Esmeraldo de situ orbis", dat pas werd gepubliceerd in de 19e eeuw, waarschijnlijk door de Portugese censuur betreffende documenten van Pereira's ontdekkingen.